# Linia de succesiune la tronul Suediei

Blazonul Casei Regale a Suediei

Ordinea succesiunii la tronul Suediei este stabilită prin Legea Suedeză a Succesiunii. În 1980 Suedia a fost primul stat care a adoptat primogenitura absolută, aceasta însemnând că întâiul născut al suveranului, indiferent de sex, are prioritate în ordinea succesiunii la tron. Până atunci, în Suedia numai urmașii pe linie masculină puteau moșteni tronul.

## Actuala ordine a succesiunii
- Regele Carl al XVI-lea Gustaf (n. 1946)
  - (1) Prințesa Moștenitoare Victoria, Ducesă de Västergötland (n. 1977)
    - (2) Prințesa Estelle, Ducesă de Östergötland (n. 2012)
    - (3)  Prințul Oscar, Duce de Skåne (n. 2016)

  - (4) Prințul Carl Philip, Duce de Värmland (n. 1979)
    - (5) Prințul Alexander, Duce de Södermanland (n. 2016)
    - (6) Prințul Gabriel, Duce de Dalarna (n. 2017)
    - (7) Prințul Julian, Duce de Halland (n. 2021)
    - (8) Ines a Suediei (n. 2025)

  - (9) Prințesa Madeleine, Ducesă de Hälsingland și Gästrikland (n. 1982)
    - (10) Prințesa Leonore, Ducesă de Gotland (n. 2014)
    - (11) Prințul Nicolas, Duce de Ångermanland (n. 2015)
    - (12) Prințesa Adrienne, Ducesă de Blekinge (n. 2018)